# Alexandra Burghardt
Alexandra Burghardt (* 28. April 1994 in Mühldorf am Inn) ist eine deutsche Sprinterin und Anschieberin im Zweierbob. Sie gewann bei den Olympischen Winterspielen 2022 in Peking die Silbermedaille im Zweierbob und bei den Olympischen Sommerspielen 2024 in Paris die Bronzemedaille in der 4-mal-100-Meter-Staffel. Sie ist damit nach Christa Luding-Rothenburger erst die zweite deutsche Sportlerin, die sowohl bei den Olympischen Sommerspielen als auch bei den Olympischen Winterspielen eine Medaille gewinnen konnte. Weitere Erfolge sind der Gewinn der Goldmedaille bei den Europameisterschaften 2022 in München und der Bronzemedaille bei den Weltmeisterschaften 2022 in Eugene jeweils mit der 4-mal-100-Meter-Staffel.

## Berufsweg
Im Jahr 2012 legte sie ihr Abitur ab.
Nachdem sie ein Studium der Kommunikationswissenschaften begonnen hatte, studierte sie ab ihrem Vereinswechsel zur MTG Mannheim mit einem Sportstipendium Kultur und Wirtschaft an der Universität Mannheim.

## Sportliche Karriere

### Leichtathletik
Als Jugendliche war Burghardt sowohl im Flach-, als auch im Hürdensprint aktiv. In der 4-mal-100-Meter-Staffel gewann sie bei den Junioreneuropameisterschaften 2011 in Tallinn Gold und den Juniorenweltmeisterschaften 2012 in Barcelona Silber.
Nach einem Ermüdungsbruch 2013 und anderen gesundheitlichen Problemen beschloss Burghardt, den Hürdenlauf aufzugeben. Nachdem sie zuvor für das LAZ Inn und die LG Stadtwerke München gestartet war, wechselte sie 2014 zur MTG Mannheim. Dort wurde sie bis Ende 2017 von Valerij Bauer trainiert, und anschließend vom Österreicher Philipp Unfried betreut.
2015 verpasste sie bei den Halleneuropameisterschaften in Prag über 60 Meter knapp das Finale und gewann bei den U23-Europameisterschaften in Tallinn über 100 Meter Silber. Bei den Weltmeisterschaften in Peking kam sie mit der deutschen 4-mal-100-Meter-Stafette auf den fünften Platz. Bei den Deutschen Meisterschaften 2015 in Nürnberg holte sie mit der 4-mal-100-Meter-Staffel den Titel.
2016 belegte sie bei den Deutschen Meisterschaften in Kassel über 100 Meter den 4. Platz und wurde mit der 4-mal-100-Meter-Staffel der MTG Mannheim Deutsche Meisterin. Bei den Deutschen U23-Meisterschaften in Bochum-Wattenscheid wurde sie Deutsche Meisterin U23 im 100-Meter-Lauf. Bei den Olympischen Spielen in Rio de Janeiro war sie als Ersatz für die 4-mal-100-Meter-Staffel eingeplant.
2017 feierte Burghardt ihren bis dato größten Erfolg im April bei den World Relays auf den Bahamas, den inoffiziellen Staffel-Weltmeisterschaften des Leichtathletikweltverbands IAAF. Als Startläuferin der deutschen 4-mal-100-Meter-Staffel holte sie gemeinsam mit Lisa Mayer, Tatjana Pinto und Rebekka Haase in 42,84 s unerwartet die Goldmedaille. Im nordfranzösischen Lille wurde Burghardt Team-Europameisterin, wozu sie durch einen Sieg mit der 4-mal-100-Meter-Staffel beitrug. Bei den Deutschen Meisterschaften in Erfurt belegte sie im 100-Meter-Lauf den 5. Platz.
2018 wurde sie bei den Deutschen Meisterschaften in Nürnberg Vierte im 100-Meter-Lauf.
2021 holte sich Burghardt in persönlicher Bestzeit von 11,14 s nicht nur den Titel bei den Deutschen Meisterschaften in Braunschweig, sondern erfüllte auch die Norm für die Olympischen Spiele in Tokio. Dort konnte sie bis in das Halbfinale laufen.
2022 bei den Europameisterschaften in München holte sie in der Staffel Gold über 4-mal 100 Meter.
Burghardt gehört zum Perspektivkader des Deutschen Leichtathletik-Verbandes (DLV) und war zuvor im B-Kader.
Bei den Olympischen Spielen in Paris 2024 holte Burghardt in der 4-mal-100-Meter-Staffel Bronze und war somit die zweite deutsche Sportlerin, die sowohl in den Olympischen Sommer- als auch in den Winterspielen eine Medaille gewann.

### Bobsport
Im Zweierbob nahm Burghardt als Anschieberin im Team von Pilotin Mariama Jamanka am Weltcup 2021/22 teil. Grund waren die olympischen Bobwettbewerbe, bei denen Jamanka ihren Titel von 2018 verteidigen wollte. Nach einem Anschubtest im September 2021 und drei Trainingsfahrten im November 2021 mit Jamanka debütierte sie am 28. November 2021 in Innsbruck-Igls und belegte dabei den vierten Platz.
Burghardt befand sich dabei in Konkurrenz mit der zweiten Anschieberin Kira Lipperheide, die nach einer langwierigen Verletzung die vorherige Saison komplett verpasst hatte und nun ihr Comeback gab. Mit Lipperheide belegte Jamanka beim Weltcup in Altenberg am 5. Dezember 2021 nur den 10. Platz. Beim nächsten Weltcup am 12. Dezember wechselte Jamanka daher die Anschieberin und qualifizierte sich zusammen mit Burghardt mit einem zweiten Platz in Winterberg für die Olympischen Winterspiele 2022 in Peking. Dort gewannen Jamanka und Burghardt die Silbermedaille.
Bereits vor den olympischen Bobwettbewerben war allerdings klar, dass dieser Ausflug ins Boblager nur temporär sein würde. Burghardt absolvierte somit bisher nur 4 Weltcupwettbewerbe und einen olympischen Zweierbobwettbewerb, bei denen sie zwei Podiumsplätze im Weltcup belegte und Silber bei Olympia gewann.

## Vereinszugehörigkeiten
Burghardts erster Verein war der SV Teising.
Sie wechselte 2015 von der LG Stadtwerke München zur MTG Mannheim, wo sie bis zu ihrem Wechsel nach Burghausen aktiv war. Seit 2019 startet Burghardt für den Wacker Burghausen.
Ab Mai 2025 startet sie für Cologne Athletics.

## Auszeichnungen
- 2022: Silbernes Lorbeerblatt[17]
- 2022: Bayerischer Sportpreis in der Kategorie Außergewöhnliche Sportmomente[18]
- 2024: Bayerischer Verdienstorden
- 2024: Silbernes Lorbeerblatt[19]

## Bestzeiten
(Stand: 22. Februar 2025)
Halle
- 60 m: 7,13 s, 22. Februar 2025, Dortmund
- 60 m Hürden: 8,20 s, 2. Februar 2013, Karlsruhe

Freiluft
- 100 m: 11,01 s (+1,8 m/s), 10. Juli 2021, Bulle FR (Schweiz)
- 200 m: 23,00 s (+1,0 m/s), 15. Mai 2021, Mannheim
- 100 m Hürden: 13,41 s (+0,4 m/s), 30. August 2012, Zürich
- 4 × 100 m: 42,17 s, 27. August 2017, Berlin
- 4 × 200 m: 1:31,16 min, 22. April 2017, Nassau (Bahamas)

## Erfolge
International
- 2011: U20-Europameisterin (Staffel/ER), Vierte U18-Weltmeisterschaften (Hürden)
- 2012: Zweite U20-Weltmeisterschaften (Staffel)
- 2015: Teilnahme Halleneuropameisterschaften
- 2015: Fünfte Weltmeisterschaften (Staffel), U23-Vizeeuropameisterin (100 m), Erste Staffel
- 2017: Siegerin World Relays (4 × 100 m), Sechste Halleneuropameisterschaften (60 m)
- 2022: Silbermedaille im Zweierbob, Olympische Winterspiele 2022
- 2022: Goldmedaille 4 × 100-m-Staffel bei den Europameisterschaften 2022
- 2022: Bronzemedaille 4 × 100-m-Staffel bei den Weltmeisterschaften 2022
- 2024: Bronzemedaille 4 × 100-m-Staffel bei den Olympischen Spielen 2024 in Paris

National
- 2013: Dritte Deutsche Hallenmeisterschaften (60 m Hürden)
- 2013: Siebte Deutsche Meisterschaften (100 m)
- 2015: Deutsche Vizehallenmeisterin (60 m), Vierte Deutsche Meisterschaften (100 m), Dritte U23-DM (100 m)
- 2015: Siegerin Deutsche Meisterschaften (4 × 100 m)
- 2016: Vierte Deutsche Meisterschaften (100 m), Deutsche U23-Meisterin (100 m)
- 2016: Siegerin Deutsche Meisterschaften (4 × 100 m)
- 2017: Fünfte Deutsche Meisterschaften (100 m)
- 2017: Siegerin Deutsche Meisterschaften (4 × 100 m)
- 2018: Vierte Deutsche Meisterschaften (100 m)
- 2018: Siegerin Deutsche Meisterschaften (4 × 100 m)
- 2019: Deutsche Vizehallenmeisterin (60 m)
- 2021: Siegerin Deutsche Meisterschaften (100 m), (200 m)
- 2023: Dritte Deutsche Hallenmeisterschaften (60 m)
- 2023: Siegerin Deutsche Meisterschaften (200 m)
- 2024: Zweite Deutsche Hallenmeisterschaften (60 m)
- 2024: Zweite Deutsche Meisterschaften (100 m)

## Videos
- 2022: Olympics: Bobsleigh - Two-Woman Heat 3 & 4 | Full Replay | #Beijing2022 (ab 2:13:43) auf YouTube, 19. Februar 2022, abgerufen am 5. November 2024 (englisch; Fahrt zur Silbermedaille im Zweierbob; Laufzeit: 2:46:10).
- 2022: European Athletic Association: Women's 4x100m Relay Final | Munich 2022 | Germany auf YouTube, 13. August 2024, abgerufen am 23. August 2022 (englisch; Staffellauf zu Gold bei den Europameisterschaften 2022).
- 2024: Olympics: Women's 4x100m Final | Paris Champions auf YouTube, 13. August 2024, abgerufen am 13. August 2024 (englisch; Staffellauf zu Bronze bei den Olympischen Spielen 2024).